# Allsvenskan 1985
L'edizione 1985 del campionato di calcio svedese (Allsvenskan) vide la vittoria finale dell'Örgryte IS.
Capocannoniere del torneo furono Peter Karlsson e Billy Lansdowne (entrambi del Kalmar FF) e Sören Börjesson (Örgryte IS), con 10 reti.

## Classifica finale
|    | Classifica     | G  | V  | N | P  | GF | GS | Diff | Punti |
| -- | -------------- | -- | -- | - | -- | -- | -- | ---- | ----- |
| 1  | Malmö FF       | 22 | 11 | 8 | 3  | 29 | 14 | +15  | 30    |
| 2  | Kalmar         | 22 | 10 | 8 | 4  | 36 | 30 | +6   | 28    |
| 3  | Örgryte        | 22 | 9  | 8 | 5  | 36 | 21 | +15  | 26    |
| 4  | IFK Göteborg   | 22 | 9  | 8 | 5  | 39 | 25 | +14  | 26    |
| 5  | AIK            | 22 | 10 | 6 | 6  | 29 | 19 | +10  | 26    |
| 6  | Hammarby       | 22 | 9  | 6 | 7  | 33 | 31 | +2   | 24    |
| 7  | Halmstad       | 22 | 7  | 7 | 8  | 25 | 31 | -6   | 21    |
| 8  | Öster          | 22 | 9  | 2 | 11 | 28 | 35 | -7   | 20    |
| 9  | Brage          | 22 | 5  | 9 | 8  | 26 | 28 | -2   | 19    |
| 10 | IFK Norrköping | 22 | 6  | 5 | 11 | 26 | 35 | -9   | 17    |
| 11 | Mjällby        | 22 | 4  | 7 | 11 | 21 | 41 | -20  | 15    |
| 12 | Trelleborg     | 22 | 4  | 4 | 14 | 23 | 41 | -18  | 12    |

## Fase finale

### Semifinali
| Örgryte IS | 4 – 2 e 3 – 1 | Kalmar FF |

| IFK Göteborg | 2 – 1 e 1 – 0 | Malmö FF |

### Finale
| IFK Göteborg | 2 – 4 e 3 – 2 | Örgryte IS |

## Verdetti
- Örgryte IS campione di Svezia 1985.
- Mjällby AIF e Trelleborgs FF retrocesse in Division 2.